# Carlos Brito (político social-democrata)
Carlos Eugénio Pereira de Brito (Porto, Campanhã, 19 de novembro de 1935) é um engenheiro civil e político português.

## Biografia
Licenciou-se em engenharia civil pela Faculdade de Engenharia da Universidade do Porto. Foi quadro da Hidroelétrica do Douro, da Companhia Portuguesa de
Eletricidade e da EDP, onde foi diretor central de organização e assessor do conselho de administração. Foi presidente da direção do Sindicato dos Engenheiros do Norte e presidente do Conselho Diretivo da Região Norte da Ordem dos Engenheiros. Foi presidente do Conselho de Administração dos Serviços Municipalizados de Águas e Saneamento (SMAS) do Porto e administrador da empresa municipal de habitação Social Gaia Social.
Foi vereador da Câmara Municipal do Porto entre 1981 e 1985, pelo PSD, sendo presidente da Câmara Paulo Vallada. Foi membro do Conselho Nacional e vice-presidente da Comissão Política Nacional do PSD. Entre 1985 e 1988, foi governador civil do Distrito do Porto. Foi presidente e provedor do Cliente da Sociedade de Transportes Colectivos do Porto (STCP) e presidente do Conselho de Administração da Associação para o Museu dos Transportes e Comunicações. Foi presidente do Conselho Geral do Hospital Universitário de São João e irmão honorário da Santa Casa da Misericórdia do Porto.
Em 1989, foi candidato do PSD à presidência da Câmara Municipal do Porto, tendo perdido com cerca de 32% dos votos para o candidato do PS, Fernando Gomes, que foi eleito presidente da Câmara Municipal do Porto.
Além de deputado, foi nomeado Ministro da Defesa Nacional do XI Governo Constitucional, em janeiro de 1990, tendo faltado a quase todas as reuniões do Conselho de Ministros e sendo frequentemente substituído pelo seu secretário de Estado Adjunto, Eugénio Ramos. Em março de 1990, foi exonerado do cargo de ministro da Defesa Nacional, alegando motivos de saúde.
É favorável à regionalização de Portugal Continental.

## Funções governamentais exercidas
- XI Governo Constitucional
  - Ministro da Defesa Nacional